# Revalidatiearts
Een revalidatiearts is de medisch specialist die mensen met beperkingen in het functioneren ten gevolge van een aandoening of ongeluk begeleidt. Door deze beperkingen wordt het normale dagelijkse leven bemoeilijkt. Het doel van de revalidatie is om mensen die afhankelijk zijn geworden door de beperkingen zelfstandiger te maken, zodat patiënten zich zo veel mogelijk zelf kunnen redden. Een belangrijk streven is dan ook naar zelfredzaamheid en zelfstandigheid. Hierbij zijn de beperkingen van een ziekte van het bewegingsapparaat het uitgangspunt en niet een specifieke aandoening. Hierdoor heeft de revalidatiearts een zeer breed werkveld en zijn er eigenlijk geen lichamelijke ziekten, die beperkingen opleveren, waarbij de revalidatiearts niet om hulp kan worden gevraagd. De revalidatiearts heeft dan ook verstand van neurologische, orthopedische en cognitieve stoornissen (naast kennis over de menselijke biomechanica en bewegingwetenschappelijke principes) en overziet als enige medisch specialist de samenhang van deze stoornissen, die zich door een of meerdere ziekten binnen een patiënt kunnen manifesteren en de gevolgen daarvan voor die patiënt. Hierdoor is de revalidatiearts vaak de medisch specialist, die om hulp wordt gevraagd als een andere medisch specialisten er niet meer uitkomen. Met andere woorden kan je zeggen dat het de specialist is waar andere medisch specialisten op hun beurt weer naar kunnen verwijzen. Tegenwoordig mogen ook huisartsen direct verwijzen naar de revalidatiearts.
Met specialistische revalidatiekennis kan een revalidatiearts helpen de impact van de aandoening op het leven te verkleinen en de patiënt of zijn sociale omgeving met de restbeperkingen te leren omgaan, om zo een betere kwaliteit van leven te bewerkstelligen. Een revalidatiearts kan werkzaam zijn in een revalidatieafdeling van een ziekenhuis of in een revalidatiecentrum.
Als je ziet dat door revalidatie veel mensen weer zelfstandiger kunnen worden en dus geen langdurige dure hulp van buiten meer nodig hebben is het een maatschappelijk zeer kosteneffectief medisch specialisme.

## Werkzaamheden
De revalidatiearts heeft naast kennis over gerichte therapieën en het coördineren van de revalidatie door het begeleiden van de samenwerking van de verschillende revalidatieteamleden, ook individuele taken:
1. Het vaststellen van de revalidatiediagnose (bestaat uit de stoornis en de gevolgen voor het functioneren). Hierbij wordt om een compleet beeld te krijgen gekeken naar:
  1. Somatische functioneren (lichamelijke stoornissen: slapte, spasme, gevoelsverlies, coördinatieverlies, lichamelijke belastbaarheid, looppatroon)
  2. Algemeen Dagelijks Levensverrichtingen (ADL: opstaan, wassen, aankleden, lopen/verplaatsen)
  3. Maatschappelijk functioneren (relaties, woning, huishouden, opleiding, werk, tijdsbesteding)
  4. Psychisch functioneren (Cognitief: alertheid, oriëntatie, geheugen, denken, informatieverwerking, mentale belastbaarheid, foutcorrectie, ziektebesef/inzicht, tempo van handelen, leerbaarheid; Gedrag: bv.: apathisch of impulsief; persoonlijkheid; stemming, acceptatie, motivatie)
  5. Communicatief functioneren (begrijpen, spreken, non-verbale communicatie, lezen, schrijven).
2. Uitleg te geven over de diagnose, functionele prognose en de vertaling daarvan voor het dagelijks leven aan de patiënt.
3. Het verduidelijken van de revalidatiehulpvraag van de patiënt.
4. Het in onderling overleg met patiënt vaststellen van haalbare revaldatiedoelen.
5. Het indiceren van de aan de revalidatie gekoppelde revalidatiemiddelen, waarbij naast behandelingen ook het indiceren van de locatie (klinische, poliklinische revalidatie, reactivering of perifere therapie) hoort.
6. Het medicamenteuze behandelen van spasme.
7. Het voorschrijven en controleren van schoenrecepten[1] voor schoenaanpassingen, steunzolen en orthopedisch schoeisel ter verbetering van het lopen of staan.
8. Het voorschrijven en controleren van orthopedische hulpmiddelen zoals beugels, braces en protheses (kunstbenen of -armen).
9. Het analyseren van looppatronen.
10. Het vaststellen en begeleiden van verstoorde motorische en mentale ontwikkeling van het kind binnen de kinderrevalidatie.